# Kim Aas
Kim Aas, né le 15 juin 1970 à Fåborg (Danemark), est un homme politique danois, membre de la Social-démocratie. Il est membre du Folketing depuis 2022.

## Biographie
Kim Aas suit à partir de 1992 des études de théologie à l'université d'Aarhus, dont il est diplômé en 1999. À partir de 2005, il devient professeur en école primaire. En 2017, il devient le coordinateur des écoles primaires pour la commune de Faaborg-Midtfyn, pour laquelle il devient consultant l'année suivante.
Engagé au sein de la Social-démocratie, il est élu au conseil municipal de Faaborg-Midtfyn lors des élections municipales de novembre 2013. Il est réélu en 2017 et en 2021,.
Il est candidat aux élections législatives de 2019 mais il n'est pas élu, et devient le troisième suppléant social-démocrate dans sa circonscription. À ce titre, il siège comme membre temporaire du Folketing pendant plusieurs semaines en 2021, en remplacement de Tanja Larsson.
Il est de nouveau candidat aux élections législatives anticipées du 1er novembre 2022, où il remporte cette fois-ci un siège. Après le scrutin, il devient le porte-parole de son groupe parlementaire pour les questions ecclésiastiques. En septembre 2024, il devient également porte-parole pour les questions insulaires.